# 甘谷站 (韩国)
甘谷站（：／ Gamgok yeok */?）是位于韩国全罗北道井邑市甘谷面的一个车站，属于湖南线。

## 历史
- 1953年11月15日 - 落成使用[1]。

## 相鄰車站
韓國鐵道公社
湖南線
金堤－甘谷－新泰仁